# Stigmella inopinata
Stigmella inopinata là một loài bướm đêm thuộc họ Nepticulidae. Nó chỉ được ghi nhận ở Slovakia và Cận Đông.